# Itimmäinen Hallinkari
Itimmäinen Hallinkari är en klippa i Finland.   Den ligger i kommunen Kotka i den ekonomiska regionen  Kotka-Fredrikshamn  och landskapet Kymmenedalen, i den södra delen av landet, 130 km öster om huvudstaden Helsingfors.
Terrängen runt Itimmäinen Hallinkari är mycket platt.  Närmaste större samhälle är Katariina, 19,8 km nordväst om Itimmäinen Hallinkari. 